# Орландо, Александра
Александра Мишель Орландо (англ. Alexandra Michel Orlando, род. 19 января 1987 года, Торонто) — канадская спортсменка, выступавшая в художественной гимнастике. Многократная победительница Игр Содружества и Панамериканских игр.

## Биография
Канадка, итальянского происхождения. Участвовала в канадском национальном первенстве по художественной гимнастике с 2003. Чемпионка Канады в 2007. Лучший результат на соревнованиях мирового уровня — 9-е место в индивидуальном многоборье на чемпионате мира в Парасе.
На Играх Содружества 2006 года в Мельбурне выиграла 6 золотых медалей из 6 возможных.
На Олимпийских играх 2008 года заняла 18-е место в индивидуальном многоборье.

## Спортивные достижения
- 2003,	 Будапешт,	Чемпионат мира:	16-е место —	индивидуальное многоборье, 19-е место —	команда.
- 2005,	 Баку,	Чемпионат мира: 	18-е место —	индивидуальное многоборье.
- 2007,	 Патрас, Чемпионат мира:	7-е место —	обруч; 9-е место —	индивидуальное многоборье.
- 2007,	 Любляна,этап Кубка мира:	6-е место —	лента.